# Emil Figge
Emil Gustav Hermann Figge (* 2. Juli 1899 in Schwelm; † 2. Dezember 1974 in Dortmund) war ein deutscher Pädagoge und langjähriger Rektor der Pädagogischen Hochschule Dortmund.

## Leben und Wirken
Figge war Sohn eines Handwerksmeisters. Nach dem Abitur wurde er im Ersten Weltkrieg Soldat und beteiligte sich an den Kämpfen an der Westfront. Nach Kriegsende wurde er am Lehrerseminar in Soest zum Volksschullehrer ausgebildet (Examen 1920). Im Anschluss studierte Figge an den Universitäten Köln und Münster Staatswissenschaften, Soziologie, Philosophie und Pädagogik. Er promovierte 1928 in Münster und legte 1929 das Staatsexamen zum Lehramt am Gymnasium ab. Erst danach legte er 1931 die zweite Lehramtsprüfung für die Volksschule ab und wurde 1932 eingestellt.
In der Zeit des Nationalsozialismus arbeitete Figge an der Dortmunder Luisenschule und beteiligte sich am Widerstand gegen die Nationalsozialisten. Nach Ausbruch des Zweiten Weltkrieges wurde Figge wiederholt Soldat. Ab 1940 war Figge im Oberkommando des Heeres als Verpflegungsoffizier tätig. Zusammen mit Adolf Grimme und dem Gewerkschafter Wilhelm Leuschner arbeitete Figge konspirativ gegen die Nationalsozialisten und gehörte damit beim Attentat vom 20. Juli 1944 indirekt zum Kreis der Verschwörer. Nach der Niederlage in Stalingrad wurde Figge 1943 aufgrund von defätistischen Äußerungen verhaftet und verurteilt. Seine eineinhalbjährige Haft saß Figge in der Festung in Torgau ab.
Nach kurzer amerikanischer Gefangenschaft kehrte Figge in seine Heimat Dortmund zurück. Hier arbeitete er aktiv am Wiederaufbau pädagogischer Strukturen. Er war maßgeblich am Wiederaufbau des Volksschulwesens, am Aufbau der Sozialakademie und der Volkshochschule beteiligt. Im Februar 1946 wurde er vom Regierungspräsidenten in Arnsberg mit dem Neuaufbau einer Pädagogischen Akademie in Dortmund und Lünen, deren Rektor er wurde, betraut. 1947 zum Professor ernannt, leitete Figge die 1962 so umbenannte Pädagogische Hochschule Dortmund bis zum Ende des Sommersemesters 1964.
Figge war seit 1948 Mitglied des Bundes der Freimaurer in der Dortmunder Loge Zur alten Linde.

## Ehrungen
Die Emil-Figge-Straße, an der die heutige Technische Universität Dortmund liegt, erinnert seit 1975 an den langjährigen Rektor der PH Ruhr. Auch die am 3. September 2007 eröffnete Emil-Figge-Bibliothek trägt seinen Namen.